# The Butcher's Wife
The Butcher's Wife is een Amerikaanse romantische komediefilm uit 1991 geregisseerd door Terry Hughes.

## Synopsis
De helderziende Marina woont op het eiland Ocracoke voor de kust van de staat North Carolina. Ze ontdekt enkele tekenen die aangeven dat ze weldra haar perfecte partner zal vinden. Vervolgens ziet ze de glimlach van de man in haar dromen en is ze er zeker van dat dat slager Leo Lemke is, een toerist uit New York. Ze gaan prompt een huwelijk aan. In New York doet Marina nog heel wat voorspellingen die het leven van de klanten van de slagerij en omwonenden beïnvloeden. Uiteindelijk stelt ze vast dat Leo toch niet de man van haar leven is, maar psychiater Alex Tremor.

## Rolverdeling
| Acteur             | Personage       |
| ------------------ | --------------- |
| Demi Moore         | Marina Lemke    |
| Jeff Daniels       | Dr. Alex Tremor |
| George Dzundza     | Leo Lemke       |
| Mary Steenburgen   | Stella Keefover |
| Frances McDormand  | Grace           |
| Margaret Colin     | Robyn Graves    |
| Max Perlich        | Eugene          |
| Miriam Margolyes   | Gina            |
| Christopher Durang | Mr. Liddle      |
| Luis Avalos        | Luis            |
| Helen Hanft        | Molly           |
| Elizabeth Lawrence | Grammy D'Arbo   |
| Diane Salinger     | Trendoid        |

## Nominatie
| Westrijd                     | Categorie         | Ontvanger(s) | Resultaat   | Ref.  |
| ---------------------------- | ----------------- | ------------ | ----------- | ----- |
| Golden Raspberry Awards 1991 | Slechtste actrice | Demi Moore   | Genomineerd | [ 3 ] |